# K.k. Landwehrinfanterieregiment „Eger“ Nr. 6
Das k. k. Landwehr-Infanterie-Regiment „Eger“ Nr. 6 war von 1889 bis 1918 ein Regiment des kaiserlich-königlichen Landwehr und damit Teil der Landstreitkräfte Österreich-Ungarns.

## Geschichte

### Name
Das Regiment wurde am 1. Mai 1889 als k. k. Böhmisches Landwehr-Infanterie-Regiment Nr. 6 aus dem 1869 errichteten k. k. Landwehrbataillonen Eger Nr. 41, dem 1872 errichtet k. k. Landwehrbataillon Bischofteinitz Nr. 50 und dem ebenfalls 1872 errichteten k. k. Landwehrbataillon Plan Nr. 51 aufgestellt. Am 1. Mai 1895 in k. k. Landwehr-Infanterie-Regiment Eger Nr. 6 umbenannt, erhielt es am 8. April 1917 die Bezeichnung  „k. k. Schützenregiment Nr. 6“.
Volkstümlich wurde es als Egerländer Landwehrinfanterieregiment bzw. Egerländer Schützenregiment bezeichnet.

### Garnisonen

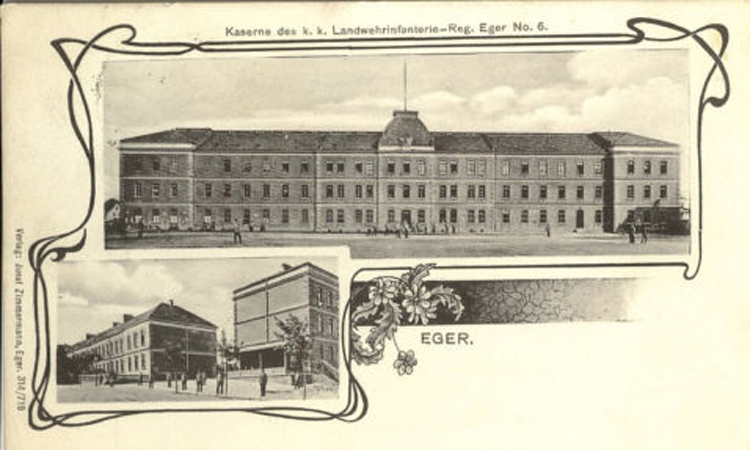
Alte Landwehrkaserne in Eger um 1900. Gebäude steht noch. Koordinate:

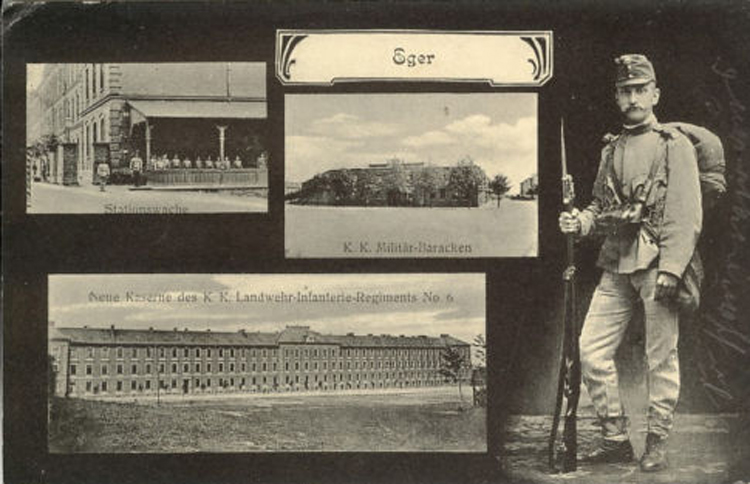
Neue Landwehrkaserne in Eger

Das Regiment war in Eger stationiert. Das I. Bataillon lag in der 1886 erbauten „alten Landwehrkaserne“ (ehemals Junckerstraße), das II. Bataillon im unteren, das bis 1897 in der Bischofteinitzer Landwehrkaserne stationierte III. Bataillon im oberen Trakt der 1895 erbauten „neuen Landwehrkaserne“ (ehemals Frankengrüner Straße).
Das am 27. Juli 1914 in Eger aufgestellte Ersatzbataillon verlegte im Austausch mit dem Ersatzbataillon des Landwehr-Infanterie-Regimentes Budweis Nr. 29 nach Budweis. Im November 1918 wurde es nach Eger zurückverlegt und dort demobilisiert.

### Teilnahme an Gefechten und Kampfhandlungen
1914/18 an der Serbien-, Ost- und Italienfront eingesetzt:
Front gegen Serbien
- August bis Dezember 1914: Teilnahme an den drei Offensiven über die Drina bis Belgrad. Feuertaufe bei Skakaliste in den Morgenstunden des 16. August 1914.
- Dezember 1914 bis Februar 1915: Retablierung (Ruhe) in Ungarn.

Ostfront
- Februar bis April 1915: In den ungarischen Karpaten (heutige Slowakei) Stellungskämpfe im Laborczatal.
- April bis Mai 1915: Retablierung in Ungarn.
- Mai bis Juni 1915: In Galizien (heutiges Polen) Vormarsch  bis Rudnik am San, Teilnahme an der Schlacht von Gorlice-Tarnów.
- Juni 1915 bis Januar 1916: Im Verlauf der Bug-Offensive von Galizien aus Vormarsch bis Luck (heute Ukraine) am Styr. Teilnahme an der Schlacht bei Piskorowice.
- Januar bis März 1916: In Ruhestellung nördlich Czernowitz in der Bukowina (heutige Ukraine).
- März bis Juni 1916 Einsatz in der Bukowina im Brückenkopf von Zaleszezyki am Dnjestr.
- Juni bis August 1916: Aufgrund der russischen Brussilow-Offensive in Galizien (heutige Ukraine) Rückzugskämpfe bis in den Raum Stanislau, dort von
- August 1916 bis Mai 1917 im Stellungskampf.

Italienfront
- Mai bis Oktober 1917: Kampfeinsatz am Isonzo im Küstenland (heutiges Slowenien); Teilnahme an der 11. Isonzoschlacht.
- Oktober 1917 bis Februar 1918: Kämpfe an der Tiroler Front in Italien auf der Hochfläche der Sieben Gemeinden.

Galizien und Schlesien
- Februar bis August 1918: In Galizien (heutige Ukraine) und Schlesien (heutiges Tschechien) Assistenzverwendung im Raum Brody, Stryj und Mährisch Ostrau.

Italien
- August bis Oktober 1918: Als Armeereserve in Italien, im Rahmen der Schlacht von Vittorio Veneto letzte Kämpfe des Regiments auf dem Monte Pertica vom 28. bis 31. Oktober 1918.

Heimkehr und Demobilisierung
November 1918: Rückmarsch in die Heimat und Demobilisierung  in Eger.
Verluste: rund 5.400 gefallene, verwundete und vermisste Offiziere, und Mannschaften.

## Auftrag
Der ursprüngliche Zweck der Landwehr, 1889 im österreichischen Wehrgesetz (RGBl. 41/1889) festgelegt, war im Krieg die Unterstützung des Heeres und der „inneren Vertheidigung“, im Frieden auch die Aufrechterhaltung der Ordnung und Sicherheit im Inneren.
Später wurde den Landwehrregimentern die Aufgabe übertragen, im Kriegsfall den unmittelbaren Schutz der Landesgrenze zu übernehmen. Die Angehörigen des Mannschaftsstandes waren meistens Ersatzreservisten mit einer nur mehrwöchigen Ausbildung und jene Reservisten der Linienregimenter, welche in den letzten Jahren des Reservestandes bei der Landwehr Einteilung gefunden haben. Dies änderte sich jedoch dann grundlegend, als man im Wettlauf mit Ungarn begann, die Landwehr mehr und mehr aufzuwerten. Von da an wurden der Landwehr auch ein festes jährliches Rekrutenkontingent zugewiesen.
→ siehe: k.k. Landwehr

## Organisation

### Verbandszugehörigkeit
Das Regiment war der 41. Landwehrinfanteriebrigade Pilsen unterstellt und damit Teil der 1894 aufgestellten 21. Landwehr-Infanterietruppendivision in Prag. Diese unterstand dem VIII. Armeekorps. Der Mannschaftsersatz kam aus dem Landwehr-Ergänzungsbezirk Eger und Beraun. 97 % der Regimentsangehörigen waren deutscher Nationalität, 3 % anderer.

### Gliederung
Die Landwehrbataillone waren 1893 zu vier Kompanien gegliedert.
Gliederung August 1914
- Regimentsstab
- I. Bataillon mit 1. bis 4. Kompanie und Maschinen-Gewehr-Abteilung I
- II. Bataillon mit 5. bis 8. Kompanie und Maschinen-Gewehr-Abteilung II
- III. Bataillon mit 9. bis 12. Kompanie mit Maschinen-Gewehr-Abteilung III

Gliederung Februar 1915 wie August 1914
- Gesamtverpflegsstand[2]: 3.245 Mann

Gliederung Mai 1915 wie August 1914
- Gefechtsstärke: 1.920 Feuergewehre[3]

#### Stab im August 1914
Kommandant: Oberst Adolf Hansmann
Stabsoffiziere: Oberst Viktor Friedel - Oberstlt. Ludwig Dierkes - Oberstlt. Eduard Edler von Adamek - Major Richard Klär - Major Simon Ronacher - Major Leopold Schnabl

### Kommandanten
| Nr. | Name                                                | Beginn der Berufung |
| --- | --------------------------------------------------- | ------------------- |
| 1.  | Oberst Friedrich von Rehm                           | 1. Mai 1889         |
| 2.  | Oberst Robert Scheriau, Edler von Kranichshain      | 1895                |
| 3.  | Oberst Ernst Schneller                              | 11. Juni 1900       |
| 4.  | Oberst Ferdinand Fidler von Isarborn                | 1. Oktober 1902     |
| 5.  | Oberst August Heß                                   | 1. Mai 1907         |
| 6.  | Oberst Adolf Hansmann                               | 1. April 1912       |
| 7.  | Oberst Joseph Stika                                 | 9. November 1914    |
| 8.  | Oberst Joseph Trauttweiller, Edler von Sturmheg     | 6. Januar 1915      |
| 9.  | Oberst Willibald Sauer, Edler von Nordendorf        | 11. April 1915      |
| 10. | Oberstleutnant Klaudius Ritter Schoen von Liebingen | 17. Juli 1915       |
| 11. | Oberst Johann Mascon                                | 9. November 1915    |
| 12. | Oberstleutnant Friedrich Berg (Interim)             | 29. August 1916     |
| 13. | Oberst Richard Freiherr von Vever                   | 27. Januar 1917     |
| 14. | Oberst Robert Kneisl von Alzenstett                 | 26. September 1917  |
| 15. | Oberst Paul Ritter von Zach                         | 10. Januar 1918     |
| 16. | Oberstleutnant Franz Liebhart                       | 8. Juli 1918        |

## Bewaffnung und Ausrüstung

### Hauptbewaffnung
Als Standardwaffe der österreichischen Infanterie diente das Repetiergewehr M.1890 System Mannlicher. Zum Gewehr gehörte das messerförmige Bajonett M.1888.

### Uniform
Die Paradeuniform der Landwehr war hechtgrau mit grasgrüner Egalisierung. Als Kopfbedeckung diente ein Hut mit schwarzem Federbusch und Regimentsnummer. Die Adjustierung war einheitlich.

## Sonstiges

### Personen im Regiment
- Rudolf Dietl (* 17. Februar 1892 in Einsiedl; † 22. Februar 1976 in Buchen), 1914 bis 1917 beim Landwehr-Infanterie-Regiment Eger Nr. 6, Bürgermeister von Saaz und sudetendeutscher Politiker (NSDAP).

### Regimentsgedenktag
Der Regimentsgedenktag wurde am 14. Juni 1915 gefeiert. Anlässlich der erfolgreichen Schlacht bei Piskorowice und Molynie gelang dem Regiment am 14. und 15. Juni 1915 der Durchbruch durch die russische Front. Dabei machte es rund 300 Gefangene und erbeutete eine große Menge an Waffen und Ausrüstungsgegenständen. Eigene Verluste: 87 gefallene, 425 verwundete und 18 vermisste Offiziere und Mannschaften.

### Regimentsmarsch
Rudolf Sabathil (* 2. Januar 1875 in Sangerberg, † 11. Februar 1942 in Marienbad) textete und komponiert den Regimentsmarsch „Die eisana Sechsa“.

## Verweise
1. ↑  Die Dienstgradgruppe der Unteroffiziere gab es in der Österreichisch-Ungarischen Armee nicht. Zugsführer bis Stabsfeldwebel zählten zu den Mannschaften
2. ↑  k.u.k. Terminus - nicht Verpflegungsstand
3. ↑  k.u.k. Terminus
4. ↑  Regimentsmarsch auf youtube